# Lancia Appia
El Lancia Appia es un automóvil de turismo fabricado por la marca italiana Lancia entre los años 1953 y 1963.
El Appia es un modelo económico que se fabricaría en paralelo con el más ostentoso Lancia Aurelia y que vendría a sustituir al exitoso Ardea. Durante su producción, que duró hasta 1963 se vendieron alrededor de 100 mil unidades.
Los automóviles estaban equipados con motores V4 de 1089 cc, produciendo 28 a 44 kW (38-60 PS) de potencia y transmisión manual de 4 velocidades.
Es recordado entre otras características por ser probablemente el último vehículo de gran serie en utilizar una suspensión delantera por pilar deslizable, sistema adoptado por primera vez en un Lancia en el Lancia Kappa de 1922. 

## Variantes
Durante los 10 años de producción del Appia se comercializaron tres series con diferentes modificaciones tanto mecánicas como estéticas.
| Modelo        | Año de producción | Motor   | Cilindrada | Potencia | sistema de alimentación |
| ------------- | ----------------- | ------- | ---------- | -------- | ----------------------- |
| Berlina S.I   | 1953-56           | V4 SOHC | 1089 cc    | 38 hp    | Carburador              |
| Berlina S.II  | 1956-59           | V4 SOHC | 1089 cc    | 43 hp    | Carburador              |
| Berlina S.III | 1959-63           | V4 SOHC | 1089 cc    | 48 hp    | Carburador              |
| Coupé, Cabrio | 1956-63           | V4 SOHC | 1089 cc    | 53 hp    | Carburador              |
| GTS           | 1956-58           | V4 SOHC | 1089 cc    | 58 hp    | Carburador              |
| Sport         | 1960-63           | V4 SOHC | 1089 cc    | 60 hp    | Carburador              |

|  |  |  |